# Чоговадзе Георгій Іраклійович
Георгій Іраклійович Чоговадзе (28 грудня 1906, містечко Шорапані, тепер Грузія — 1996, місто Тбілісі, Грузія) — грузинський радянський діяч, 1-й заступник голови Ради міністрів Грузинської РСР. Член ЦК КП Грузії, кандидат у члени Бюро ЦК КП Грузії. Депутат Верховної Ради Грузинської РСР. Депутат Верховної Ради СРСР 5—7-го скликань. Кандидат економічних наук (1963), доктор економічних наук (1972), професор (1975).

## Життєпис
Народився в родині залізничного робітника. У 1924 році закінчив Кутаїський другий технікум.
З 1924 по 1930 рік навчався на електромеханічному факультеті Тифліського державного політехнічного інституту імені Леніна.
Одночасно з 1928 по 1930 рік працював техніком-електромеханіком та виконробом на будівництві Ріонської ГЕС Грузинської РСР.
З 1930 по 1955 рік працював на керівних посадах на будівництві багатьох гідроелектростанцій Грузинської РСР. З 1930 року — заступник начальника монтажних робіт на будівництві Ріонської ГЕС, з 1931 року — начальник будівництва допоміжної Дашбашської ГЕС на будівництві Ріонської ГЕС.
З 1934 року — начальник монтажної дільниці, начальник будівництва допоміжної ГЕС, у 1936—1940 роках — начальник електромеханічного відділу на будівництві електростанції, а потім старший механік енергоблоку на будівництві Храмської ГЕС-1 Грузинської РСР.
Член ВКП(б) з 1938 року.
У 1940—1943 роках — начальник будівництва Сухумської ГЕС Абхазької АРСР, з 1944 року — заступник керуючого трестом «ХрамГЕСбуд». У 1950—1954 роках — начальник будівництва Ортачальської ГЕС. У 1954—1955 роках — начальник будівництва другої черги Храмської ГЕС.
У 1955—1956 роках — завідувач промислово-транспортного відділу ЦК КП Грузії.
25 січня 1956 — 14 травня 1958 року — заступник голови Ради міністрів Грузинської РСР.
1 червня 1957 — 25 березня 1963 року — голова Ради народного господарства Грузинської РСР. Одночасно з 14 травня 1958 року — міністр Грузинської РСР.
25 березня 1963 — 3 квітня 1970 року — 1-й заступник голови Ради міністрів Грузинської РСР.
Одночасно 25 червня 1969 — 3 квітня 1970 року — міністр закордонних справ Грузинської РСР.
З 1970 по 1990 рік — директор, з 1991 по 1996 рік — почесний директор Грузинського науково-дослідного інституту енергетики і гідротехнічних споруд у місті Тбілісі.
Одночасно в 1972—1983 роках читав курс лекцій з питань розвитку радянської та закордонної гідроенергетики в Грузинському політехнічному інституті.
Автор 130 наукових праць, 10 монографій та 18 науково-технічних брошур.  Очолював Закавказьку секцію Ради з охорони водних ресурсів та їх комплексного використання Державного комітету науки і техніки СРСР. Був членом гідроенергетичної секції «Енергетика та електрифікація» Вченої ради РМ СРСР, членом Національного комітету Міжнародної асоціації великих гребель, членом Комісії з вивчення виробничих сил і природних ресурсів Президії Академії наук Грузії. 
Помер у 1996 році в місті Тбілісі.

## Нагороди
- два ордени Леніна (26.03.1949)
- орден Вітчизняної війни ІІ ст.
- три ордени Трудового Червоного Прапора (9.08.1958)
- орден Червоної Зірки
- орден Дружби народів
- медалі
- лауреат премії Ради міністрів Грузинської РСР (1981)
- заслужений машинобудівник Грузинської РСР (1958)